# オボルス

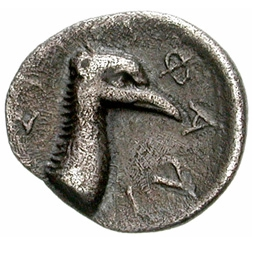
ステュムパリデスの鳥が描かれたオボルス。

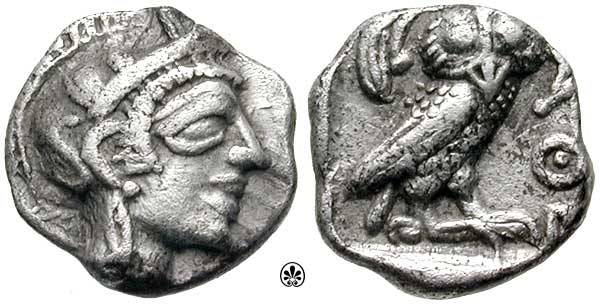
アッティカ, アテネのオボルス。紀元前449年のもの。

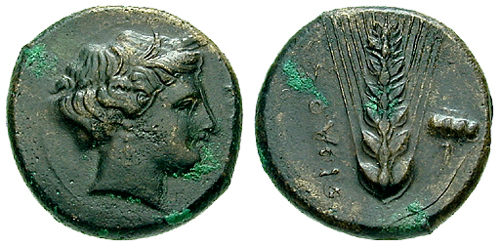
都市国家ルカニアの物。紀元前425~350年頃造。サイズは21mm

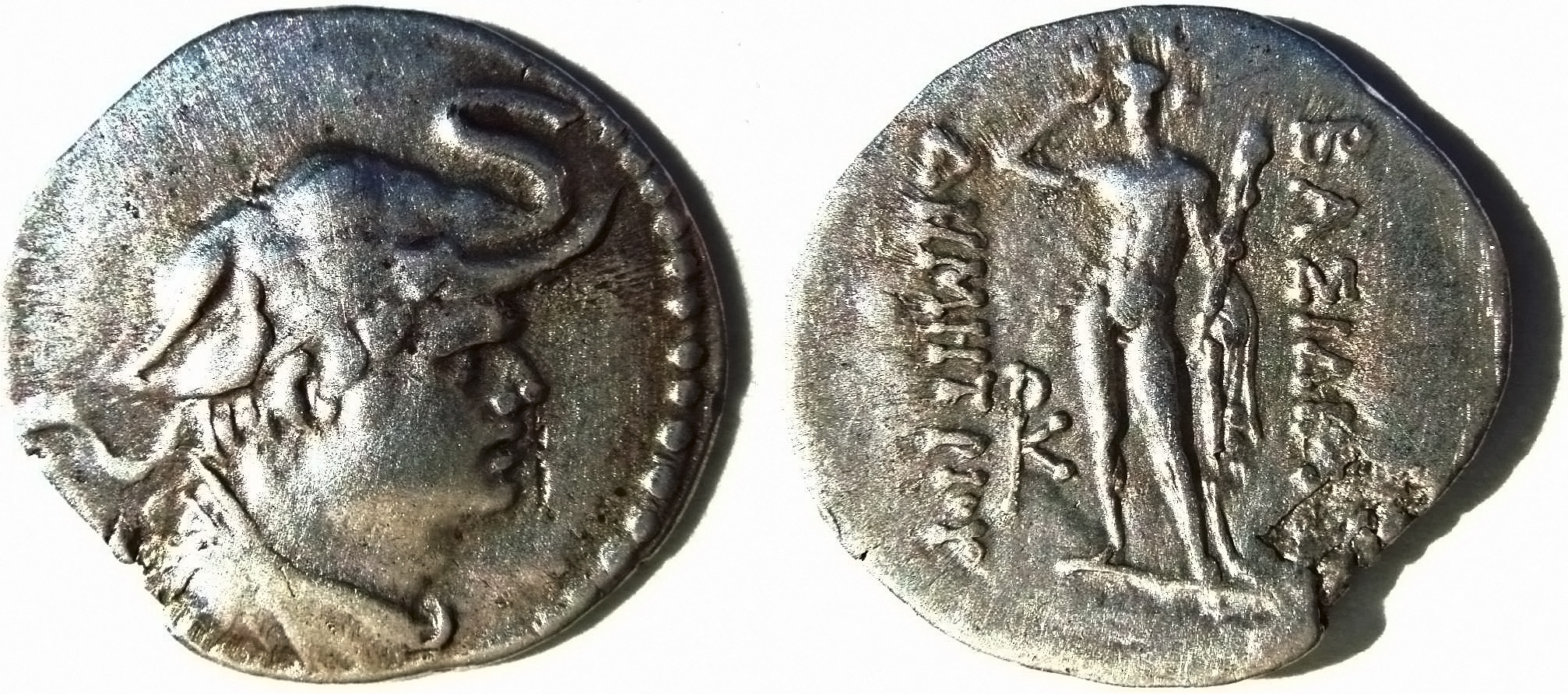
オボルス銀貨。グレコ・バクトリア王デメトリオス1世が描かれている。サイズは12 mmと極端に小さいが、精巧に作られている。

オボルス（オボロス、obolus）はドラクマの1/6の価値があるギリシアの銀貨である。

## 概説
プルタルコスによると、スパルタ人は4チャルコイの鉄製のオボルスを持っていた。
また、オボルスは重さの単位でもある。 古代ギリシアでは、1オボルスはドラクマの1/6、およそ0.5グラムとされていた。 古代ローマでは1オボルス、1/48オンス、またはおよそ0.57グラムとされていたがローマ共和国のコインとしては決して発行されなかった。現代のギリシアでは、1オボルス、0.1グラムと決められている。
古代ギリシアでは葬儀の際、死者の口の中に1オボルスを入れるという習慣があった。これは、死者が冥界の川を渡る時、船の渡し守のカローンに渡し賃として1オボルス払わなければならないと考えられたためである。